# 솔라 스포츠 라인
솔라 스포츠 라인(일본어: ソーラースポーツライン)는 아키타현 오가타촌에 위치한 태양열 자동차 전용도로이다. 월드 솔라카 랠리가 개최된다.